# Tia Edna
Auntie Edna (bra/prt: Tia Edna) é um curta da Pixar de 2018 estrelado por personagens do filme Os Incríveis 2(pt-BR) ou The Incredibles 2: Os Super-Heróis(pt-PT?) de 2018. Foi lançado em 23 de outubro na cópia digital de Incríveis 2 e, mais tarde, em 6 de novembro, para o lançamento em vídeo caseiro desse filme.

## Enredo
Semelhante ao Jack-Jack Attack, os pequenos detalhes dos eventos que ocorrem fora da tela durante a história do filme, neste caso, nos mostram a noite em que Edna passou assistindo e estudando Zezé usando seus poderes, enquanto Beto recuperava um descanso muito necessário. Levando o bebê para Edna, ela estuda diferentes superpotências que ele tem. Quando Edna fica lotada por vários clones de Zezé, Zezé usa sua forma de monstro, combinando-a com sua forma de fogo. Mais tarde, Edna examina Zezé por seus poderes que ele usou e dando a ele um uniforme vermelho (o mesmo que ela deu à família Pêra) depois de estudar enquanto o devolve a seu pai, Beto. Edna então explica a Beto que sempre que ela cuida de Zezé (ao contrário de outros bebês), ela não o cobra quando Beto e Zezé vão para casa. Mais tarde, Edna percebe Zezé (presumivelmente um clone de si mesmo) ao lado dela, enquanto Edna foge dizendo a Beto que ele esqueceu seu bebê.

## Elenco
- Brad Bird como Edna Moda
- Craig T. Nelson como Beto Pêra
- Eli Fucile, Maeve Andrews, Noelle Zuber, e Nicholas Bird como Zezé Pêra

## Produção
O artista Ted Mathot falou sobre a origem do curta Auntie Edna e de como gostaria de trabalhar com ela. Uma das coisas que ele mais gostava de trabalhar na Tia Edna era como destacar o outro lado do personagem - que é dublado pelo diretor Brad Bird - que o público não conseguiu ver em Os Incríveis e Os Incríveis 2. "Ela saiu de sua zona de conforto um pouco, porque ela sempre é a chefe, sempre no controle, foi muito divertida de explorar ”. Também se questionou em relação às capacidades do personagem, “O que acontece quando ela perde um pouco desse controle? O que isso traz à personagem dela?".